# Mietunlampi
Mietunlampi är en sjö i kommunen Kaavi i landskapet Norra Savolax i Finland. Sjön ligger 101,2 meter över havet. Den är 5,62 meter djup. Arean är 70 hektar och strandlinjen är 7,5 kilometer lång. Sjön  ingår i Vuoksens huvudavrinningsområde.   Den ligger omkring 59 kilometer öster om Kuopio och omkring 360 kilometer nordöst om Helsingfors. 
I sjön finns öarna Petäjäsaari och Leppäsaaret. 